# Charles Knox
Charles C. Knox (Atlanta, 19 april 1929) is een Amerikaanse componist, muziekpedagoog en trombonist.

## Levensloop
Knox studeerde aan de Universiteit van Georgia in Athens en behaalde aldaar zijn Bachelor of Fine Arts in 1950. Vervolgens studeerde hij aan de Indiana University in Bloomington bij onder anderen Bernhard Heiden (compositie). Aan deze institutie voltooide hij ook zijn studies en promoveerde tot Ph.D. (Philosophiæ Doctor).
Gedurende de jaren 1950 was hij trombonist in het Atlanta Symphony Orchestra en in de militaire muziekkapel van de "United States Third Army" in Fort McPherson in Atlanta.
Als muziekpedagoog werd hij docent aan het Mississippi College in Clinton. Van 1965 tot 1995 was hij docent aan de Georgia State University in Atlanta.
Daarnaast was hij componist en schreef werken voor verschillende genres, vooral kerkmuziek, vocale muziek, kamermuziek en werken voor orkest en blaasensembles. In 2001 ontving hij de Mayor's Fellowship in the Arts (Award in Music) van de stad Atlanta. Hij is lid van de American Society of Composers, Authors and Publishers (ASCAP), het American Composers Forum en de Society of Composers, Inc..

## Composities

### Werken voor orkest
- 1959: – Concert Piece, voor fagot en orkest
- 1961: – Ballad Suite, voor orkest
- 1978: – Paseos, voor kamerorkest
- 1982: – Brazen: Rondo, voor koperblazers en orkest

### Werken voor harmonieorkest of koperensembles
- 1955: – Symfonie, voor harmonieorkest
- 1955: – Concerto Grosso, voor koperensemble en pauken
- 1963: – Ostinato for Band
- 1966: – Symfonie, voor koperensemble en slagwerk
- 1973: – Symfonie in Des majeur, voor 6 dwarsfluiten, 18 koperblazers en 3 slagwerkers
- 1974: – A Prayer of Thanksgiving, voor gemengd koor en orgel
- 1974: – Voluntary on "Hyfrydol", voor koperensemble
- 1980: – Voluntary on "Lauda Anima", voor koperensemble
- 1983: – Fantasy-Variations on a Hymntune, voor harmonieorkest
- 1993: – From Far Away a Little Closer, voor harmonieorkest
- 1997: – Swirling Upward, voor koperensemble en slagwerkkoor
- 2003: – Tempests are Kind, voor altviool en harmonieorkest

### Muziektheater

#### Opera
| Voltooid in | titel    | aktes  | première | libretto |
| ----------- | -------- | ------ | -------- | -------- |
| 1995        | Workshop | 1 akte |          |          |

### Vocale muziek

#### Werken voor koor
- 1960: – A Dedication Litany, voor gemengd koor – gedeeltelijk herwerkt in How Awesome Is This Place, maar met een andere tekst (1990)
- 1961: – A "Gloria", voor gemengd koor en koperensemble (of orgel)
- 1970: – Sing We to Our God Above, voor kinder- of vrouwenkoor en orgel
- 1972: – Festival Procession, voor gemengd koor, koperkwartet en orgel
- 1973: – Psalm of Praise, voor gemengd koor en koperblazers
- 1989: – Hurricane, concert voor gemengd koor en slagwerk
- 1990: – How Awesome Is This Place: Introit, voor gemengd koor en koperblazers
- 1991: – His Praises We'll Sing, voor kinderkoor (of gemengd koor) en orgel
- 1993: – Wings for Our Soul, voor gemengd koor, viool en piano – tekst: Jasper N. Keith jr.
- 1994: – Duty and Joy: A Song of Praise, voor gemengd koor en orgel
- 1997: – My Song Is Love Unknown, voor gemengd koor en orgel
- 1998: – That Easter Day, voor gemengd koor en orgel
- 2001: – Come Let Us Sing, voor gemengd koor, handklokjes en orgel
- 2001: – Joyful Noise (Psalm 100), voor gemengd koor, dwarsfluit, viool en orgel
- 2002: – Christ the Lord is Risen Today, voor gemengd koor en orgel
- 2008: – In Ecclesiis, voor gemengd koor en koperkwintet
- 2010: – The Lord is My Shepherd, voor gemengd koor en orgel
- 2011: – Draw Us in the Spirit's Tether, voor gemengd koor, dwarsfluit en orgel

### Liederen
- 1991: – Semordnilap, voor mezzosopraan, 2 dwarsfluiten, marimba en piano
- 2001: – Psalm 121, voor tenor (of sopraan), viool en orgel

### Kamermuziek
- 1953 rev.1967: – Music, voor koperkwintet
- 1959: – Three Etudes, voor koperseptet (2 trompetten, 2 hoorns, 2 trombones en tuba)
- 1963: – Introduction and Allegro, voor fagottenkoor
- 1964: – Solo, voor trompet en kopertrio
- 1967: – Scherzo, voor blaaskwintet
- 1968: – Solo, voor tuba en kopertrio
- 1979: – Scherzando for Tubular Octet, voor 4 eufonia en 4 tuba's
- 1982: – Fantasy on the Hymntune Nyland, voor trompet en orgel
- 1983: – Music, voor koperkwintet en piano[4]
- 1983: – Rounds About, voor viool, klarinet, trombone en slagwerk
- 1987: – Music, voor altviool en slagwerk (marimba, vibrafoon, 5 trommen)
- 1989: – Blaaskwintet
- 1992: – t(n), "Tau of N", voor dwarsfluit, klarinet, vibrafoon, cello en piano
- 1993: – Scherzos, voor viool, hoorn, cello en piano
- 1994: – Clouds are not Spheres, voor dwarsfluit, cello en piano
- 1996: – Odd Shapes Carry Meaning, symfonie in 3 delen (attacca zonder pauze) voor saxofoonorkest (11 saxofoons)
- 1997: – Swirling Upward, voor koperblazers en slagwerkkoor
- 1997: – Voluntary On Toulon, voor koperkwartet
- 1998: – Familiar Objects Seen in a New Light, voor dwarsfluit, klarinet, viool, cello en piano
- 1998: – 2002: Semordnilap No. 2, voor piano, cello en een derde instrument
- 1999: – The Framing of This Circle, voor viool, hoorn en piano
- 2000: – Voluntary on the Hymntune "Picardy", voor koperseptet
- 2000: – Voluntary on the Hymntune "Llangloffan", voor koperseptet
- 2005: – Musica Profunda, voor 7 lage koperblaasinstrumenten (een speler) en piano

### Werken voor orgel
- 2004: – Thy Glory Fills Heaven and Earth

### Werken voor piano
- 1959: – Suite, voor piano vierhandig
- 1960: – Sonatina
- 1998: – One and Too
- 1998: – Does the Wind Possess a Velocity?

### Werken voor slagwerk
- 1980: – Sonate, voor marimba
- 1986: – Visible Canon, voor 3 marimba en 2 vibrafoons, 2 xylofoons en chimes
- 1996: – Attempted Claviercide, voor marimba, vibrafoon en piano